# Flavio Emoli
Flavio Emoli (* 23. August 1934 in Turin; † 5. Oktober 2015 in Genua) war ein italienischer Fußballspieler. Mit Juventus Turin wurde er mehrfach italienischer Meister und Pokalsieger. Zudem war er Nationalspieler seines Heimatlandes.

## Karriere
Flavio Emoli, geboren am 23. August 1934 in der norditalienischen Großstadt Turin, startete seine Fußballerkarriere beim dort ansässigen Rekordmeister seines Heimatlandes, Juventus Turin. Nachdem er bei der Alten Dame die Jugend durchlaufen hatte, debütierte der Mittelfeldspieler 1953 mit neunzehn Jahren unter Trainer Aldo Olivieri in der ersten Mannschaft. Im Ligabetrieb blieben ihm Einsätze jedoch noch verwehrt, sodass Juventus den jungen Spieler von 1954 bis 1955 für eine Spielzeit an den CFC Genua auslieh, wo dieser allerdings auch nur wenig Spielpraxis sammeln konnte. Nach acht Ligaspielen im Rahmen der Serie A 1954/55 kehrte Emoli daraufhin zu Juventus zurück.
Im Laufe der Zeit entwickelte sich Flavio Emoli in der Folge zum Stammspieler bei Juventus Turin. Dem Verein blieb er ab 1955 bis 1963 treu und machte in dieser Zeit 217 Ligaspiele mit acht Treffern. Seinen ersten Titel mit Juventus konnte der defensive Mittelfeldakteur in der Saison 1957/58 sammeln, als man in der Serie A den ersten Platz mit einem Vorsprung von acht Punkten vor dem AC Florenz belegte und erstmals seit sechs Jahren wieder Meister wurde. Im Jahr darauf wurde die Titelverteidigung zwar verpasst, dafür konnte man in der Coppa Italia aber den Sieg landen. Im Endspiel gegen Inter Mailand setzte sich Juventus Turin mit Flavio Emoli in der Startformation mit 4:1 durch und holte sich den dritten Pokalsieg der Vereinsgeschichte. Diesen Titel konnte man im Folgejahr dann auch verteidigen, nachdem im Finale der AC Florenz mit 3:2 nach Verlängerung besiegt werden konnte. Im gleichen Jahr fuhr Flavio Emoli mit seinem Verein auch den zweiten Titel im Ligabetrieb ein. Man beendete die Serie A 1959/60 mit einem komfortablen Vorsprung von acht Punkten vor dem AC Florenz und sicherte sich nach zwei Jahren wieder die Meisterschaft. Flavio Emoli war zu dieser Zeit Stammspieler von Juventus Turin und konnte 1958 auch sein erstes und einziges Länderspiel für die italienische Fußballnationalmannschaft verbuchen. Bei der 2:3-Niederlage gegen Österreich am 23. März 1958 in Wien stand er in der Formation Italiens, ein Tor gelang ihm nicht, genauso wenig wie weitere Berufungen in die A-Nationalmannschaft seines Heimatlandes. Auf Vereinsebene hingegen konnte Flavio Emoli noch einen dritten Meistertitel mit Juventus Turin gewinnen. In der Serie A 1960/61 konnte man den Titel aus dem Vorjahr verteidigen und den ersten Platz mit vier Punkten vor dem AC Mailand belegen. Im Jahr darauf erlebte Juventus hingegen eine katastrophale Saison und landete am Ende mit Platz dreizehn die schlechteste Platzierung überhaupt in der Vereinsgeschichte in der Serie A.
Flavio Emoli blieb bis 1963 bei Juventus Turin, ehe er im Alter von 29 Jahren zur AC Neapel wechselte. Der Verein war im Vorjahr aus der Serie A abgestiegen und verpasste in Emolis erster Saison in Kampanien mit Platz acht auch klar den angepeilten Wiederaufstieg. Dies gelang erst 1965 mit Platz zwei in der Serie B, einzig hinter dem AC Brescia. Nach dem Aufstieg spielte Flavio Emoli noch ein Jahr für den mittlerweile in SSC Neapel umbenannten Klub und half dabei, die Süditaliener wieder in der Serie A zu etablieren. Die Spielzeit 1965/66 wurde auf einem starken dritten Platz beendet. Nach seinem Abschied aus Neapel kickte Emoli noch zwei Jahre für den CFC Genua, ehe er seine fußballerische Laufbahn im Sommer 1968 im Alter von 34 Jahren beendete.

## Erfolge
- Italienische Meisterschaft: 3×

1957/58, 1959/60 und 1960/61 mit Juventus Turin
- Italienischer Pokalsieg: 2×

1958/59 und 1959/60 mit Juventus Turin
- Aufstieg in die Serie A: 1×

1964/65 mit dem SSC Neapel